# Свято-Духовский монастырь базилианок (Минск)

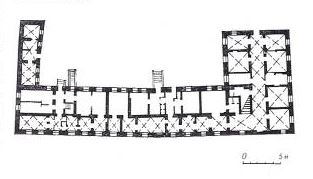
План здания монастыря

Свято-Духовский монастырь базилианок — здание в Минске, расположенное в Верхнем городе Минска на ул. Энгельса, дом 1. Памятник архитектуры эпохи Возрождения республиканского значения. Сейчас в здании располагается Детская музыкальная школа № 10 имени Е. А. Глебова.

## История
Монастырь основан в 1641 году на Высоком рынке благодаря пожертвованию униатского митрополита Антония Селявы. Первая настоятельница монастыря Екатерина Сапега пожертвовала монастырю 9 тысяч злотых, а также еще 10 тысяч злотых на содержание при монастыре бедных осиротевших девочек.
Первоначально, во второй половине XVI и начале XVII веков, монастырь размещался в кирпичных жилых домах, построенных с северо-восточной стороны Высокого рынка. Эти дома были куплены у горожан и вместе с участками земли переданы монастырю. Около 1650 года было завершено строительство нового кирпичного жилого монастырского корпуса. При строительстве были сохранены и использованы стены и подвалы прежних построек. Двухэтажное П-образное здание монастыря имело высокую четырёхскатную крышу и было покрыто черепицей. Планировка интерьеров коридорная. Перекрытия первого этажа здания выполнено крестовыми сводами. На первом этаже, кроме монастырских келий, располагались трапезная, комнаты для гостей, кухня и другие помещения. На втором этаже с деревянным потолком находились только жилые помещения.
В 1650 году к базилианской церкви Святого Духа пристроена отдельная каменная прямоугольная в плане часовня монастыря базилианок с крестовыми сводами. Жилое монастырское здание было соединено с этой часовней крытой галереей, проходившей над высокой кирпичной стеной и имевшей трёхпролётный проезд. В часовне находился большой резной золочёный деревянный алтарь с иконами Божией Матери, святых Василия и Иосафата. Хоры часовни уходили внутрь церкви и были закрыты деревянными решётками. Вся территория монастыря, где находились деревянные хозяйственные постройки, была обнесена стенами.
Наличие рядом двух монастырей — мужского и женского — следовало из практики монашеской жизни униатской церкви раннего периода, которая предусматривала сосуществование обоих очагов и их взаимную поддержку в хозяйственной и литургической сферах. Мужской и женский монастыри в Минске были объединены не только идейно, но и архитектурно: в центральной части города, на главной рыночной площади рядом с ратушей, был возведён совместный монастырский комплекс, доминантой которого стала церковь Святого Духа.
Свято-Духовский монастырь базилианок сильно пострадал во время войны между Речью Посполитой и Московским государством 1654—1667 годов. Во второй половине XVII века монастырь был восстановлен, позже неоднократно перестраивался.
В 1795 году женский базилианский монастырь был закрыт одновременно с мужским базилианским монастырем. Все монастырские здания были переданы Минскому православному Петропавловскому монастырю, который находился здесь до 1799 года. В 1799 году православный монастырь был перенесён в Пинск, а в зданиях бывшего минского монастыря женского базилианского монастыря размещалась православная консистория, располагавшаяся здесь до 1840-х годов.
После пожара 1835 года во время перестройки бывшей церкви Святого Духа под Минский православный кафедральный собор св. Петра и Павла была разрушена монастырская часовня, а также галерея, соединяющая её с монастырём. Консистория была переведена в новое здание в Александровском сквере, а здание монастыря передано причту минского кафедрального Петропавловского собора.

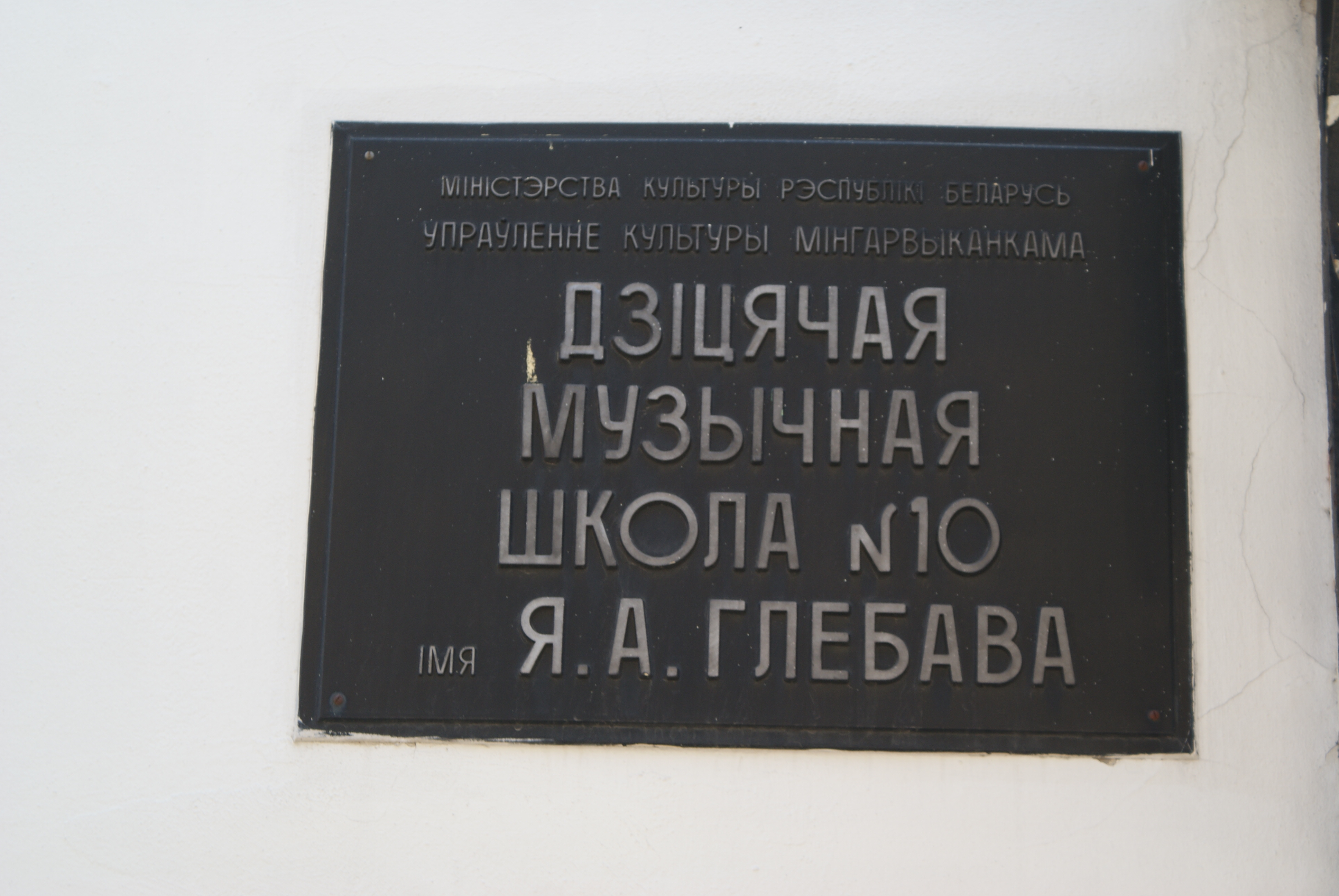
Знак музыкальной школы

После 1920 года помещения бывшего монастыря базилианок XVII века использовались под жилые квартиры.
В 1995 году были отреставрированы корпуса базилианского монастыря, восстановлена их первоначальная планировка и утраченные архитектурные элементы фасадов, в том числе барочный фронтон. После реставрации здесь была размещена детская музыкальная школа .
Когда в 2012 году на древних стенах было восстановлено здание минской церкви Святого Духа, одновременно была восстановлена и галерея, которая соединила бывший монастырь базилианок с церковью.

## Архитектура

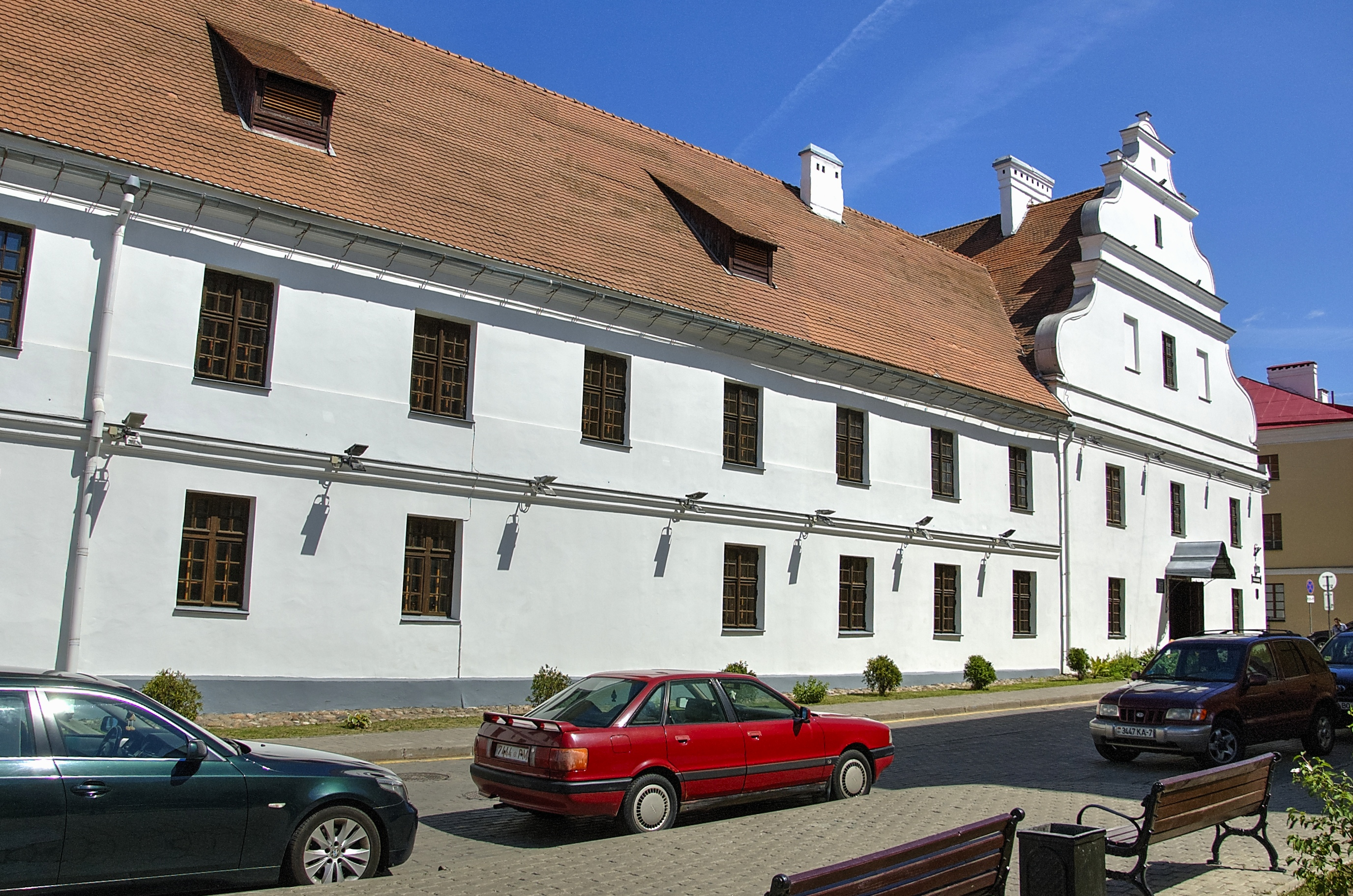
Фасад по улице Энгельса

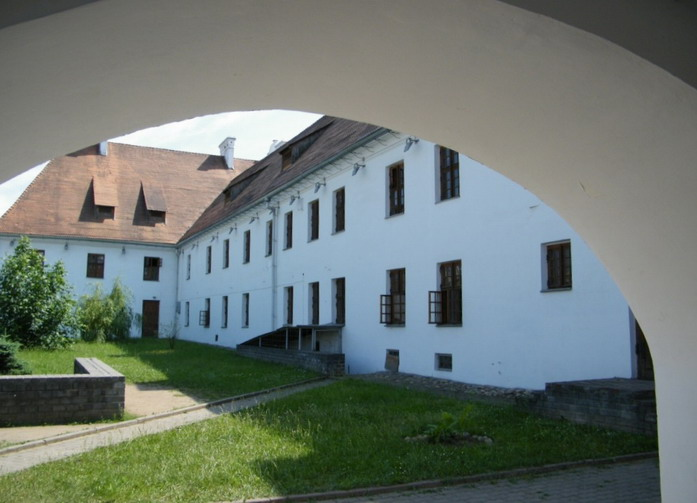
Задний двор

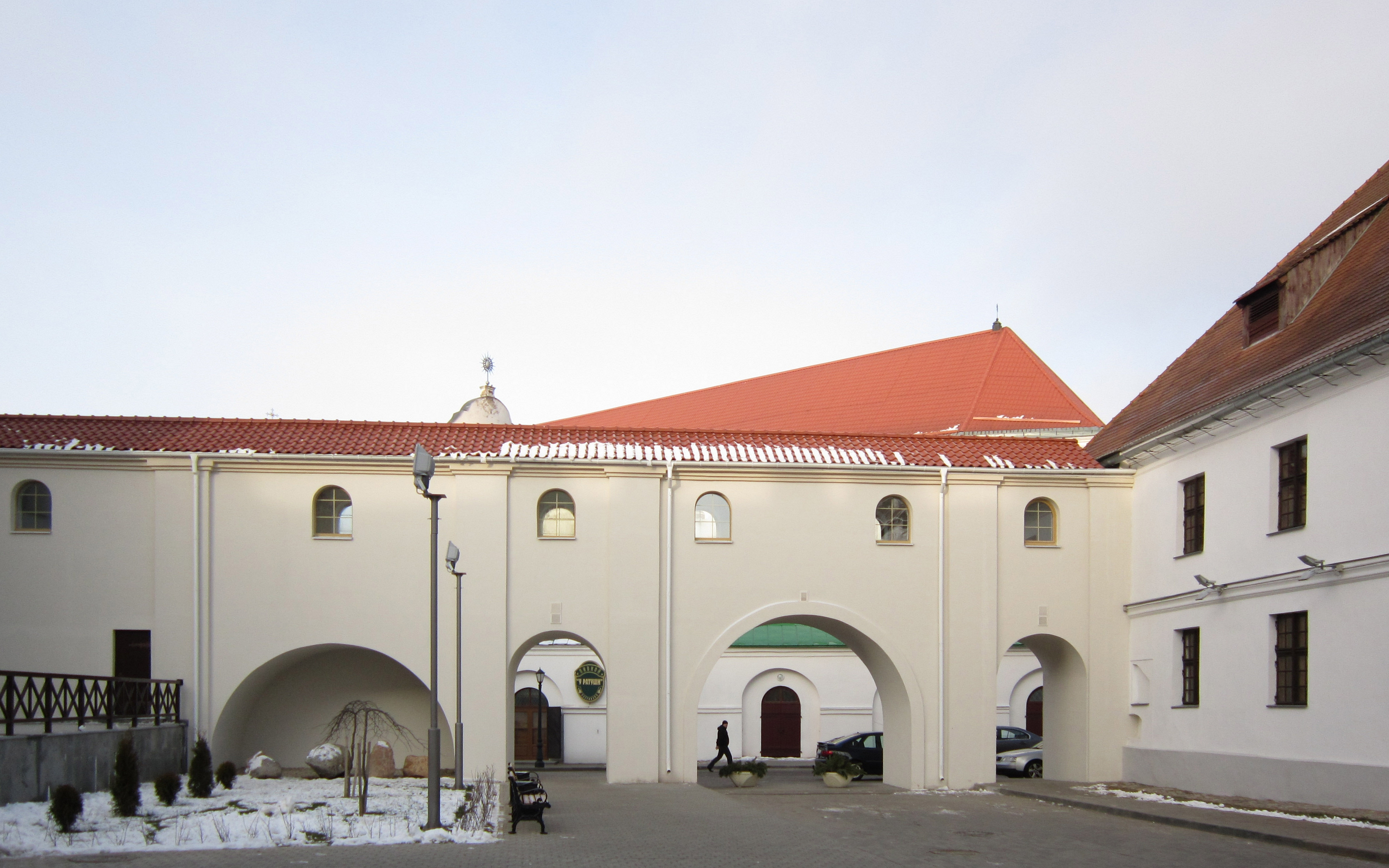
Галерея, соединяющая здание монастыря с храмом

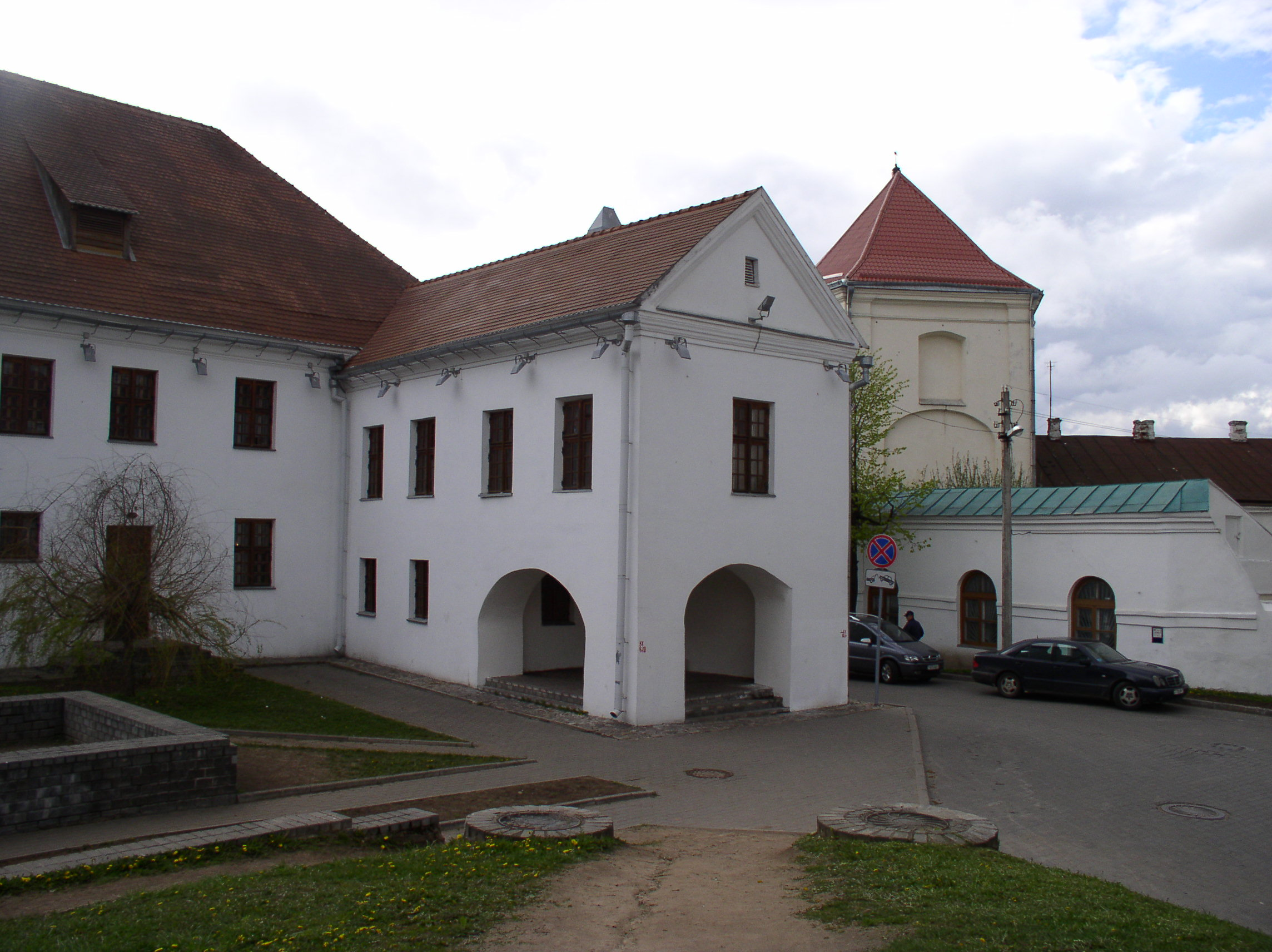
Крыло на Музыкальном переулке

О первоначальном виде монастырских зданий известно очень мало. На плане монастырского комплекса 1799 года просматриваются выступления пилястр или лопаток, которые использовались для расчленения его фасада.
Монастырский корпус представляет собой двухэтажное П-образный в плане здание симметричной объемно-пространственной композицией. Угловая часть здания акцентированы высоким фигурным фронтоном. Под двускатной вальмовой крышей проходит многоярусный массивный карниз. Фасад флигеля по Музыкальному переулку завершает треугольный фронтон с окошком. Плоскость стен лишена декора, разделена прямоугольными окнами без лепнины. Продольный фасад здания разделён межэтажной перемычкой. Главный вход оформлен металлическим козырьком на фигурных скобах.
Внутреннее пространство спроектировано по коридорной схеме с односторонним расположением помещений. Коридор перекрыт крестовыми сводами.
Монастырский корпус соединён с церковью Святого Духа крытой галереей, идущей вдоль зубчатой стены в виде аркады, разделённой лопастями на проёмы. В месте примыкания стены к монастырского здания располагаются трёхпролётные ворота с широким центральным проходом и двумя узкими боковыми арками. Галерея была прорезана маленькими окнами, которые во время обороны можно было использовать как бойницы.